# Kösener Spielzeug Manufaktur
Die Kösener Spielzeug Manufaktur GmbH (vormals bis 2006: Kösener Spielzeug Vertriebs GmbH) ist ein Spielzeugunternehmen in Bad Kösen in Sachsen-Anhalt.

## Geschichte

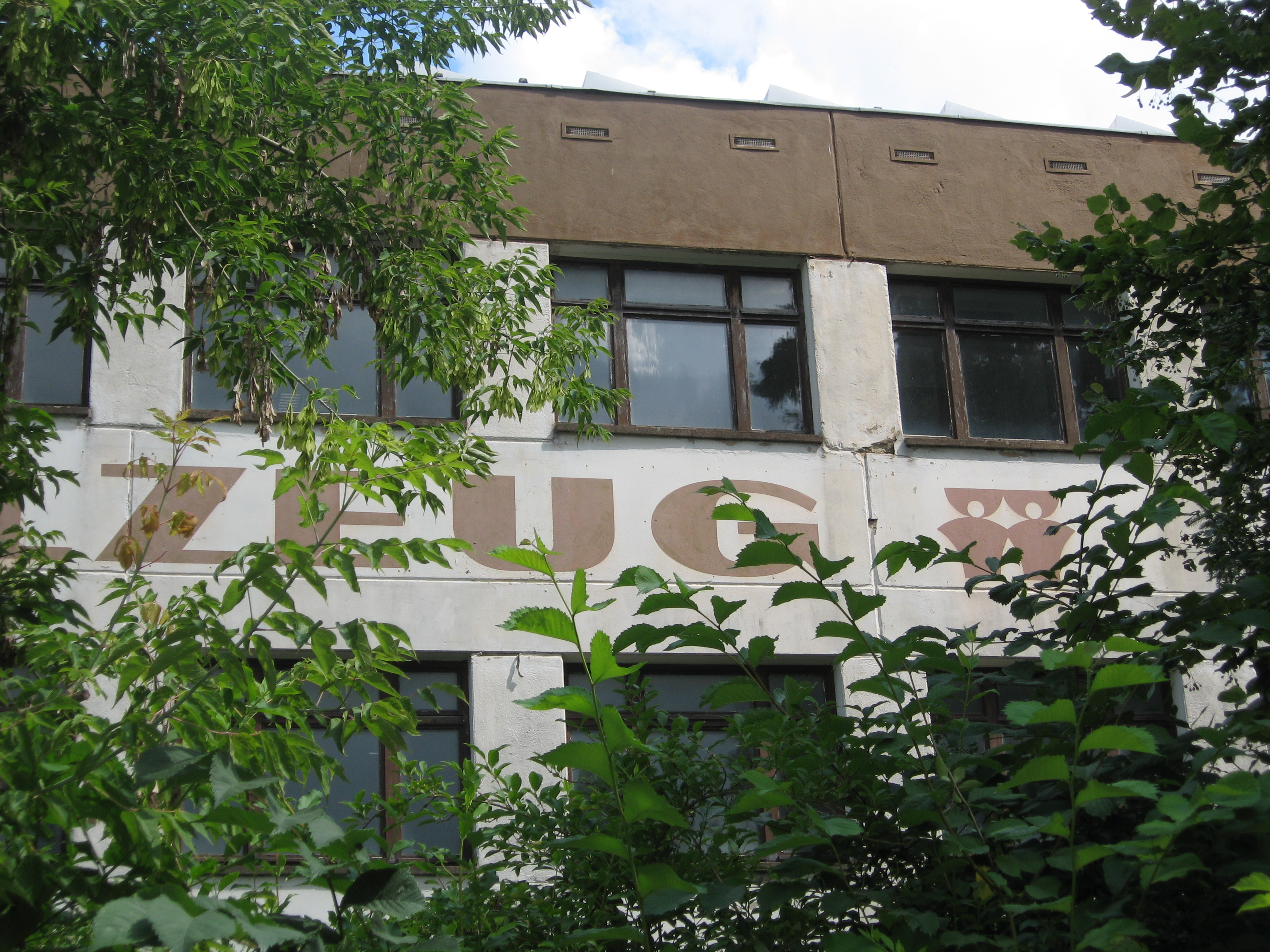
Fabriksgebäude an der Rudelsburgpromenade

Käthe Kruse eröffnete 1912 in Bad Kösen ihre erste Puppenwerkstatt. Ein Prozess gegen den Nürnberger Spielwarenhersteller Bing wegen der Nachahmung ihrer Puppen zog sich bis 1925 und wurde von Kruse letztendlich gewonnen.
Nach dem Zweiten Weltkrieg hatte Käthe Kruse in Bad Kösen erhebliche Schwierigkeiten mit der Rohstoffversorgung. Zwei ihrer Kinder bauten in Bad Pyrmont und 1950 in Donauwörth eine eigene Puppenherstellungen auf. Mit der Gründung der DDR wurde die Werkstätte in Bad Kösen enteignet und als VEB Puppenwerkstätten in das System der volkseigenen Betriebe der DDR integriert. Auch nach dem Fortgehen Käthe Kruses 1951 wurden zunächst noch Puppen im Käthe-Kruse-Stil hergestellt. 1959 präsentierte der VEB auf der Leipziger Messe sein erstes Spielzeugtier, eine Gans. Tiere wurden zum Hauptschwerpunkt der Produktion. Nach erfolgreicher Markteinführung wurde die Plüschtierproduktion aufgebaut und die der Puppen zurück gefahren.
Im Jahre 1964 wurde die Puppenproduktion eingestellt und das Unternehmen in VEB Kösener Spielzeug umbenannt. Die enge Zusammenarbeit mit der Kunsthochschule Burg Giebichenstein in Halle, der das Unternehmen 10 Jahre unterstand, brachte viele Produkte und Designer hervor, die für Kösen arbeiteten. Das Unternehmen gehörte bis 1967 zum Kombinat Spielwaren Sonneberg und danach zur Hochschule für industrielle Formgestaltung in Burg Giebichenstein. Es stellte einen Großteil der Plüschtiere in der DDR her. Mit der Wende 1989 brach der Markt förmlich über Nacht weg und VEB Kösener Spielzeug stand, wie viele andere Firmen, vor dem Aus. Unter Führung der Treuhand interessierte sich die Firma Steiff für Kösen. Es gab eine zweijährige Zusammenarbeit, nach der sich die Firma Steiff nicht zum Kauf des Unternehmens entschied.
Um eine Abwicklung des traditionsreichen Unternehmens zu vermeiden, kaufte die Bad Kösener Unternehmerfamilie Schache 1992 das Unternehmen. Dr. Schache war zu dieser Zeit Bürgermeister von Bad Kösen. Das Unternehmen wurde auf die Produktion naturnah gestalteter Plüschtiere ausgerichtet. U.a. werden unter dem Label auch Lizenzprodukte vertrieben, u. a. Bernd das Brot und das Krokodil Schnappi, Käpt’n Blaubär und einige mehr.
Im November 2013 eröffnete die „Kösener Spielzeug Erlebniswelt“. Damit verbunden war der Umzug vom alten Produktionsstandort in den neu eröffneten Hotelkomplex des ehemaligen Kurhotels „Mutiger Ritter“ in Bad Kösen. Hier befindet sich die gläserne Manufaktur, in der die Entstehung der Plüschtiere erlebt werden kann. Außerdem beherbergt der „Ritter“, wie er im Volksmund genannt wird, den neuen Werksverkauf und das Kösener Spielzeug Museum. Das Konzept wird als „Marketing zum Anfassen“ bezeichnet. Das Hotel Mutiger Ritter wird ebenfalls von der Unternehmensfamilie um Constance Schache geführt und gilt als Gesamtkonzept. Das Logo ist eine freundlich blickende Abwandlung des eher martialischen Löwendenkmals bei der Rudelsburg.
Die Manufaktur kam mit einer Plüschversion des Opossums Heidi auch überregional in die Schlagzeilen. Aktuell werden rund 400 verschiedene Plüschtiere hergestellt, in einer Stückzahl von ca. 200 pro Tag. Das Angebot reicht von kleinen Spielzeugen bis hin zu lebensgroßen, realistischen Studiotieren und Einzelanfertigungen auf Kundenwunsch. Der Betrieb bildet Spielzeugmacher aus.

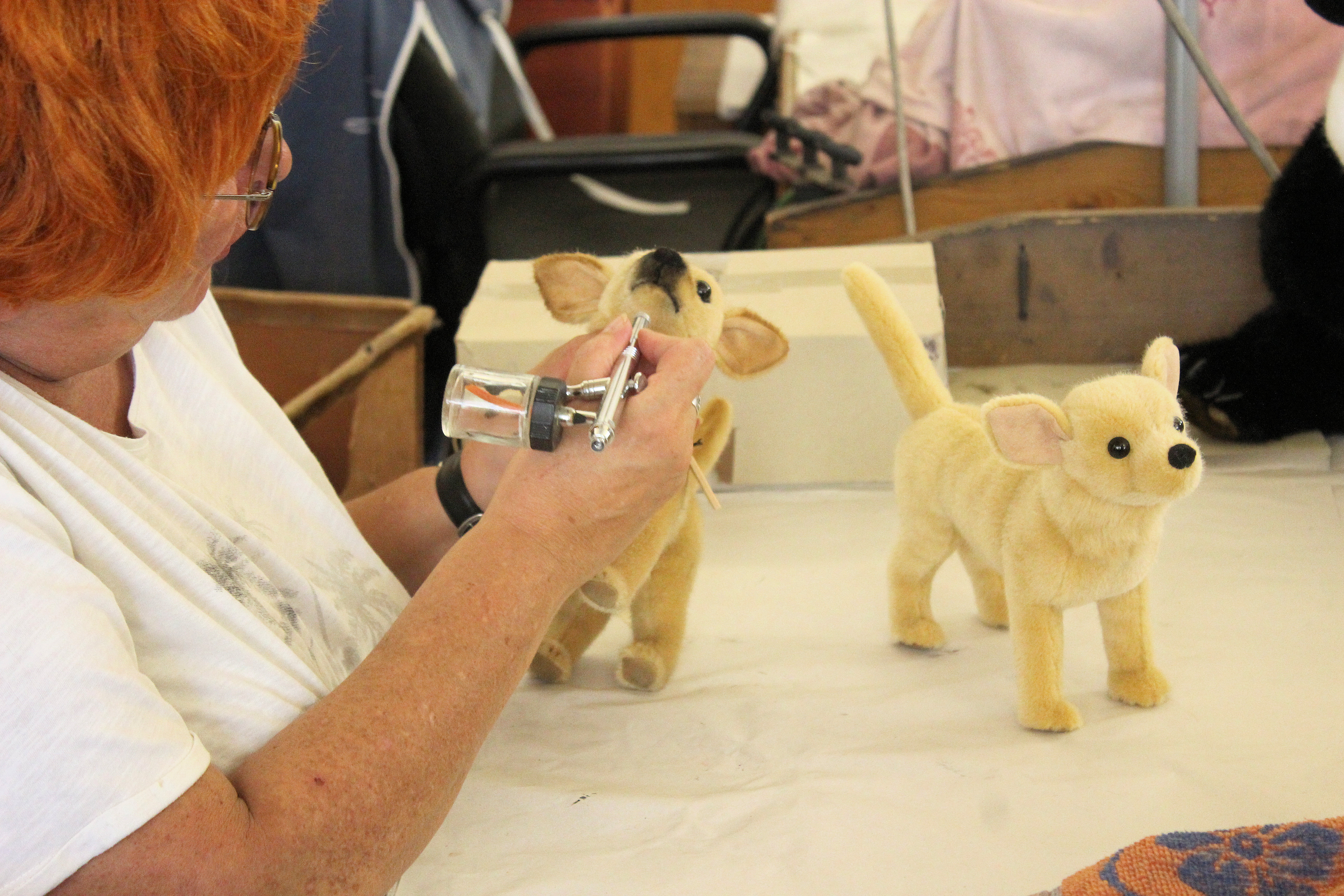
Handfertigung von Plüschtieren: Airbrush-Details werden aufgebracht.